# 4921-es mellékút (Magyarország)
A 4921-es mellékút egy rövid, csaknem pontosan 3 kilométeres hosszúságú, négy számjegyű mellékút Szabolcs-Szatmár-Bereg vármegye keleti részén; Fábiánháza községet köti össze Nagyecseddel.

## Nyomvonala
Fábiánháza központjának északi részén ágazik ki a 4918-as útból, kevéssel annak a 11. kilométere után, kelet felé. Rákóczi Ferenc utca néven húzódik a belterület keleti széléig, amit körülbelül másfél kilométer megtételét követően ér el, majd szinte azonnal ki is lép a község határai közül, és egy kisebb irányváltással – északkeletnek fordulva – Nagyecsed területére lép. Kicsivel ezután már ott is lakott területek között folytatódik, Rózsás utca néven. Utolsó szakaszán ismét nagyjából keleti irányt követ, így is ér véget, beletorkollva a 4922-es útba, annak a 9+500-as kilométerszelvénye közelében, nem messze a Mátészalka–Nagykároly-vasútvonallal alkotott keresztezésétől.
Teljes hossza, az országos közutak térképes nyilvántartását szolgáló kira.kozut.hu adatbázisa szerint 3,005 kilométer.

## Története
A Kartográfiai Vállalat 1990-ben megjelentetett Magyarország autóatlasza teljes hosszában kiépített, pormentes útként jelöli.

## Települések az út mentén
- Fábiánháza
- Nagyecsed